# Río Iscuandé
Der Río Iscuandé ist ein etwa 135 km langer Zufluss des Pazifischen Ozeans im Südwesten von Kolumbien.

## Flusslauf
Der Río Iscuandé entsteht in der kolumbianischen Westkordillere auf einer Höhe von etwa 280 m am Zusammenfluss von Río El Turbio und Río Bracito. Er fließt anfangs 5 km nach Norden, bevor er sich nach Westen wendet. Bei Flusskilometer 100 erreicht er das westkolumbianische Küstentiefland. Ab Flusskilometer 93 wendet sich der Río Iscuandé in Richtung Nordnordwest. Weiter östlich verläuft der Río Guapi, weiter westlich der Río Tapaje. Etwa 30 Kilometer oberhalb der Mündung befindet sich die Stadt Santa Bárbara (Iscuandé) am linken Flussufer des Río Iscuandé. Bei Flusskilometer 10 liegt die Insel Isla Soledad im Fluss. Anschließend weitet sich der Río Iscuandé und bildet ein Ästuar, das sich zum Meer hin öffnet.

## Einzugsgebiet und Hydrologie
Das Einzugsgebiet des Río Iscuandé umfasst eine Fläche von etwa 2400 km². Es liegt innerhalb der Gemeindegebiete von Santa Bárbara und El Charco. Die nördliche Wasserscheide bildet die Grenze zum Departamento del Cauca. Das Einzugsgebiet des Río Iscuandé grenzt im Norden an das Einzugsgebiet des Río Guapi, im Westen an das des Río Tapaje sowie im Süden an das des Río Patía. Der mittlere Abfluss beträgt 212 m³/s.